# Половое размножение
Половое размножение — процесс у большинства эукариот, связанный с развитием дочерних организмов из половых клеток (у одноклеточных эукариот при конъюгации функции половых клеток выполняют половые ядра).
Первые организмы, размножавшиеся половым путём, относятся к стенийскому периоду мезопротерозоя. В 2017 году палеонтологи получили доказательства того, что половое размножение существовало уже 550 миллионов лет назад. Раскопки проводились на территории острова Ньюфаундленд в Канаде.
Образование половых клеток, как правило, связано с прохождением мейоза на какой-либо стадии жизненного цикла организма. В большинстве случаев половое размножение сопровождается слиянием половых клеток, или гамет, при этом восстанавливается удвоенный (диплоидный) относительно гамет набор хромосом. В зависимости от систематического положения эукариотических организмов половое размножение имеет свои особенности, но, как правило, оно позволяет объединять генетический материал от двух родительских организмов и позволяет получить потомков с комбинацией свойств, отсутствующей у родительских форм. Организмы могут быть как раздельнополыми, так и гермафродитами (в случае растений — такие растения называются однодомными), причём, гермафродиты могут иметь мужской и женский половые органы одновременно (синхронный гермафродитизм), либо менять половые признаки на разных стадиях жизненного цикла (дихогамия, или последовательный гермафродитизм, свойственный многим цветковым растениям, некоторым рыбам и брюхоногим моллюскам). Раздельнополые растения называются двудомными растениями, то есть, на одном растении могут созревать либо только мужские цветки (с тычинками), либо женские (с пестиком), это самый радикальный способ избежать самоопыления в пользу перекрёстного опыления.
Эффективности комбинирования генетического материала у потомков, полученных в результате полового размножения, способствуют:
1. случайная встреча двух гамет;
2. случайное расположение и расхождение к полюсам деления гомологичных хромосом при мейозе;
3. кроссинговер между гомологичными хромосомами.

Такая форма полового размножения как партеногенез не предусматривает слияния гамет. Но так как организм развивается из половой клетки (яйцеклетки, или ооцита), партеногенез все равно считается половым размножением.
Во многих группах эукариот произошло вторичное исчезновение полового размножения, или же оно происходит очень редко. В частности, отдел дейтеромицетов (грибы) объединяет обширную группу филогенетических аскомицетов и базидиомицетов, утративших половой процесс. До 1888 года предполагалось, что среди наземных высших растений половое размножение полностью утрачено у сахарного тростника. Утрата полового размножения в какой-либо группе многоклеточных животных не описана. Однако известны многие виды (низшие ракообразные — дафнии, некоторые типы червей), способные в благоприятных условиях размножаться партеногенетически в течение десятков и сотен поколений. Например, некоторые виды коловраток на протяжении миллионов лет размножаются только партеногенетически.
У ряда полиплоидных организмов с нечётным числом наборов хромосом половое размножение играет малую роль в поддержании генетической изменчивости в популяции в связи с образованием несбалансированных наборов хромосом в гаметах и у потомков.
Возможность комбинировать генетический материал при половом размножении имеет большое значение для селекции модельных и хозяйственно важных организмов.
Множество бесполых организмов из-за отсутствия обмена генами между особями в лучшем случае клон, но никак не вид.